# Rudolf Thietz
Rudolf Thietz (* 15. März 1885 in Elberfeld; † 18. August 1966) war ein deutscher Politiker der CDU.

## Leben und Beruf
Thietz war Lehrer von Beruf, zuletzt als Oberstudiendirektor in Kronshagen. Er war Mitglied im Verein Deutscher Studenten zu Bonn. Danker und Lehmann-Himmel charakterisieren ihn in ihrer Studie über das Verhalten und die Einstellungen der Schleswig-Holsteinischen Landtagsabgeordneten und Regierungsmitglieder der Nachkriegszeit in der NS-Zeit als „angepasst-ambivalenten“ Jongleur.

## Abgeordneter
Thietz gehörte 1946 dem ersten ernannten Landtag von Schleswig-Holstein an. Am 28. März 1947 trat er für den ausgeschiedenen Paul Husfeldt in den zweiten ernannten Landtag ein. War er im ersten Landtag noch fraktionslos, so schloss er sich im März 1947 der CDU-Fraktion an.

## Veröffentlichung
- Ein Preuße kommt nach Württemberg. Die Lebenserinnerungen des letzten Prinzenerziehers im Königreich Württemberg / Bearb. von Tilman Krause (= Lebendige Vergangenheit, Bd. 23). 2. Aufl. Kohlhammer, Stuttgart 2007, ISBN 978-3-17-019863-0.